# 荷花镇 (高州市)
荷花镇，是中华人民共和国广东省茂名市高州市下辖的一个乡镇级行政单位，位于高州市西北部，原名木头塘镇，一说因当地有一口大池塘，池塘的西面长有一棵大树，故名“木头塘”；一说原有乡绅宅院名“厚禄堂”，土语谐音木头塘得名。清代因“红花乡”与“贺石乡”合并，各取一字合名为“贺花乡”，又因“贺”与“荷”同音，且当地盛开荷花，人们在书写上写成“荷花乡”。1957年置木头塘乡，1959年成立木头塘公社，1983年改区，1987年建木头塘镇，1993年后复名荷花镇。镇政府驻荷花圩（木头塘圩）。

## 行政区划
荷花镇下辖以下地区：
荷花社区、上俗村、下俗村、薪水村、平头岗村、六岸村、大路山村、荷花村、文山村、潘龙村、木头塘村、上等村、石双村、潭坡村、平棉村、张家堡村、大村、茂山村和高丰村。